# Nelson (Nevada)
Nelson – jednostka osadnicza w Stanach Zjednoczonych, w stanie Nevada, w hrabstwie Clark.